# Caso de abusos sexuales en la arquidiócesis de Santa Fe de la Vera Cruz en Argentina
El caso de abusos sexuales en la Arquidiócesis de Santa Fe de la Vera Cruz, también conocido como caso Storni, fue un escándalo ocurrido en Argentina de abuso sexual a seminaristas de dicha arquidiócesis, posteriormente llevado a juicio. El caso trajo la primera condena de un obispo en Argentina, así como la primera sentencia legal contra la Iglesia Católica en Argentina, siendo un capítulo importante en la serie de casos de abuso sexual cometidos por la Iglesia católica en varias jurisdicciones del hemisferio occidental.

## Investigación anterior del Vaticano
El arzobispo Edgardo Gabriel Storni (1936-2012) estuvo a cargo de la arquidiócesis a partir de 1984. En 1994, Storni fue objeto de una investigación ordenada por el Vaticano, encabezada por monseñor José María Arancibia, tras denuncias de abuso sexual a 47 jóvenes seminaristas, quienes fueron interrogados en el despacho del monseñor Estanislao Karlic, en Paraná. Poco después de que estallara el escándalo, en febrero de 1995 Storni utilizó sus contactos con el entonces nuncio apostólico Ubaldo Calabressi para organizar un viaje al Vaticano. Allí fue recibido y ratificado en su cargo por el Papa Juan Pablo II. La investigación quedó apartada luego de esto.

## Investigación de la periodista Olga Wornat
En 2002 se presentó en la Feria del Libro de Santa Fe el libro Nuestra Santa Madre, de la periodista Olga Wornat. El libro cuenta la historia de las acusaciones contra Storni y menciona un episodio de amenazas contra un sacerdote, José Guntern, quien había escrito una carta al arzobispo pidiéndole que dimitiera por su mala conducta (actividad sexual con un seminarista). Según Guntern, lo llevaron prácticamente a la fuerza a la casa de Storni y lo obligaron a retractarse y guardar silencio.

## Clima político
El clima político cambió desde sus pasadas investigaciones hasta el resurgimiento del tema con el libro de Wornat. Si bien Storni mantuvo estrechas relaciones con miembros de la élite local, la Iglesia católica se vio sacudida por la ola de acusaciones de abusos en Estados Unidos. Storni viajó a Roma el 28 de agosto de 2002 donde se reunió con el Papa y varios otros obispos argentinos.

## Dimisión episcopal
Storni dimitió de su cargo el 1 de octubre de 2002, sin reconocer ninguna «culpa» ni «acusación». Regresó a Argentina y se fue a vivir a Los Leones, una gran finca y rancho de caballos, propiedad de Eduardo González Kess cerca de Llambí Campbell, a 60 km de la capital santafesina. Después se trasladó a una apartada residencia eclesiástica en La Falda, Córdoba que la Iglesia compró para él. Como formalmente todavía era obispo, recibía una pensión pagada por el estado, según el apoyo financiero de la Iglesia ordenado por la Constitución argentina.

## Condenas y anulaciones de las sentencias
En 2009, Storni fue sentenciado a ocho años de prisión, la pena mínima, por abusar sexualmente del seminarista Rubén Descalzo en 1992, siendo la primera vez que se condenaba en Argentina a un obispo por delitos sexuales.
Debido a que Storni tenía más de 70 años, la ley argentina permitió que la sentencia la cumpliese bajo arresto domiciliario en una propiedad de la Iglesia en Córdoba. En 2011, la Sala Penal de la Provincia de Santa Fe ordenó la nulidad de la sentencia.
En 2016, la jueza Beatriz Piedrabuena condenó al arzobispado de Santa Fe a resarcir el «daño moral» a Descalzo con 756 mil pesos, siendo la primera condena civil a la Iglesia en Argentina. En 2018 la Cámara Civil y Comercial integrada por los magistrados Roberto Dellamónica, Sergio Barberio y Carlos Depetris, revocó el resarcimiento a Descalzo por una «cuestión técnica», que la causa estaba «prescripta».

## Acusaciones posteriores
El 15 de julio de 2020 se reveló que el arzobispo de Santa Fe, Sergio Fenoy, fue acusado penalmente por intentar suplantar otra investigación de abuso sexual.